# Фадрике де Толедо Осорио
Фадрике де Толедо Осорио (исп. Fadrique de Toledo Osorio$ 30 мая 1580, Неаполь — 11 декабря 1634, Мадрид) — испанский военный и политик, 1-й маркиз Вильянуэва-де-Вальдуэса (1624—1634), генерал-капитан военно-морского флота Океанского моря и военных джентльменов Королевства Португалии, рыцарь Ордена Сантьяго, а затем комендадор Валье-де-Рикоте и старший комендадор Кастилии в указанном Ордене.

## Биография
Родился в Неаполе 30 мая 1580 года. Второй сын Педро Альвареса де Толедо Осорио, 5-го маркиза Вильяфранка-дель-Бьерсо (1546—1627), и Эльвиры де Мендосы. Он унаследовал от рождения должность комендадора Валье-де-Рикоте в Ордене Сантьяго.
Он начал служить на галерах под командованием своего отца и быстро поднялся, как и его старший брат, Гарсия де Толедо Осорио, в военной карьере.
В 1617 году он дослужился до должности генерал-капитана флота Океанского моря. Это привело его к новым и многочисленным боям, когда он командовал эскадрой против голландцев, англичан и берберов.
В морском сражении у мыса Сент-Винсент в 1621 году он разбил армаду Соединенных провинций Нидерландов, а в морском сражении у Ла-Манша в 1623 году он снова разгромил голландский флот и не позволил ему пересечь канал, установив блокаду на его побережьях. Вскоре после этого он разбил берберскую армию в Гибралтарском проливе.
Благодаря династическому союзу aeque Principaliter при Доме Габсбургов он был генералом Королевства Португалия и генерал-капитаном бразильского флота. В 1625 году с флотом из 26 кораблей, с 450 орудиями и 3500 десантными солдатами он был отправлен отбить у Нидерландов город Салвадор-де-Баия, оккупированный голландскими войсками. Операцией на суше и на море он сдал город Баия и захватил тысячи голландцев. Он продолжил военные действия, изгнав голландцев и англичан из других частей Бразилии.
В 1629 году он возглавил экспедицию испанского флота в Карибском море и участвовал в битве при Сан-Кристобаль, где нанес поражение пиратскому флоту на острове Невис, изгнал англичан и французов с острова Сан-Кристобаль и сжег все его кофейные и табачные плантации.
Увеличение его власти заставило его напрямую столкнуться с авторитаризмом и внешней политикой графа-герцога Оливареса, который, чтобы отдалить его от двора, хотел отправить его в Америку, чтобы вернуть короне Пернамбуку и остальную часть района, оккупированные у бразильцев в 1630 году огромной голландской армией, насчитывавшей до 7000 человек. Дон Фадрике не принял командования из-за состояния своего здоровья и диспозиции и состояния флота, по причине чего против него был образован процесс неповиновения. Этот военный совет отделил его, унизил и обрек на жизнь, полную лишений и дурной славы. Он практически впал в нищету из-за того, что не выполнил миссию, которую требовал от него граф-герцог Оливарес.
Вскоре к нему вернулась народная память. Морские и военные подвиги Фадрике Альвареса де Толедо были достаточной причиной для того, чтобы король Испании Филипп IV пожаловал ему титул маркиза Вильянуэва де Вальдуэса 17 января 1634 года. Его действия принесли ему большую известность, ему посвящали пьесы и стихи.
Тот, кто когда-то был лучшим испанским моряком своего времени, умер вскоре после этого, в Мадриде, 11 декабря 1634 года.
Падение графа-герцога Оливареса в 1643 году увеличило его славу как одного из самых храбрых и выдающихся генералов-капитанов испанского флота.

## Брак и потомство
Фадрике женился в Мадриде 12 августа 1627 года на своей племяннице Эльвире Понсе де Леон, дочери Луиса Понсе де Леона, 5-го маркиза Сахара (1573—1605), и Виктории Альварес де Толедо Осорио, дочери Педро Альвареса де Толедо Осорио, 5-го маркиза Вильяфранка-дель-Бьерсо и 2-го герцога Фернандина. У супругов были следующие дети:
- Эльвира Альварес де Толедо Осорио, жена Хуана Гаспара Энрикеса де Кабрера, 6-го герцога Медина-де-Риосеко (1625—1691).
- Виктория Колонна де Толедо, вышла замуж за своего двоюродного брата Франсиско Понсе де Леон, 5-го герцога Аркоса (1632—1673)
- Фадрике де Толедо Осорио (1635—1705), 7-й маркиз де Вильяфранка-дель-Бьерсо, 2-й маркиз де Вильянуэва-де-Вальдуэса и гранд Испании.

После смерти Фадрике в 1634 году его жена, овдовевшая маркиза де Вильянуэва-де-Вальдуэза, была одной из самых важных фигур при дворе Марианны Австрийской, так как она занимала пост старшей официанткой, 8 января 1654 года, через пять лет после прибытия при дворе Марианны Австрийской, которому она служила на протяжении всего своего времени в качестве королевы-консорта Испании, с 1649 по 1665 год в качестве второй жены и регента короля Филиппа IV, с 1665 по 1675 год в качестве матери короля Карла II и королевы-матери.
У Фадрике Альварес де Толедо-и-Осорио было двое внебрачных детей:
- Педро Альварес де Толедо Осорио, аббат аббатства Алькала-ла-Реаль (1676—1691)
- Иньиго де Толедо, женат на Леонор де Веласко, 11-й графине Сируэла.